# Bundinja carpentaria
Bundinja carpentaria är en insektsart som beskrevs av Kenneth Hedley Lewis Key 1976. Bundinja carpentaria ingår i släktet Bundinja och familjen Morabidae. Inga underarter finns listade i Catalogue of Life.